# Хоберг, Хуан
Хуан Хоберг (исп. Juan Eduardo Hohberg; 19 июня 1926 или 8 октября 1926, Кордова — 30 апреля 1996, Лима) — аргентинский и уругвайский футболист немецкого происхождения, нападающий. Выступал за сборную Уругвая (1954—1959). Участник финального турнира чемпионата мира 1954 года, где он стал одним из лучших игроков турнира. Большую часть карьеры выступал за уругвайский клуб «Пеньяроль». В составе «Пеньяроля» 7 раз становился чемпионом Уругвая. Выиграл с этой командой в 1960 году первый в истории Кубок Либертадорес. Является одним из лучших игроков уругвайского футбола в 1950-е годы. В качестве главного тренера неоднократно приводил к чемпионским титулам клубы в Перу, главным же достижением Хоберга является вывод сборной Уругвая в полуфинал чемпионата мира 1970 года.

## Биография
Хоберг родился в аргентинской Кордове 19 июня 1926 года (по другим данным — 8 октября 1927 года) в семье немецких эмигрантов. Начал заниматься футболом в скромной команде «Сентраль Кордова» из Росарио, и спустя год после дебюта за основной состав его приобрёл уже один из двух самых популярных клубов соседнего города Росарио — «Росарио Сентраль». Он стал поистине одним из лидером своего клуба, но в тот период в футболе Аргентины были большие проблемы — футболисты бастовали, уезжали за границу и т. д. Хоберг принял решение уехать в уругвайский «Пеньяроль», который приметил футболиста на товарищеском турнире в Монтевидео.
Хоберг моментально влился в состав «Ауринегрос» и составил в конце 1940-х «Смертельную эскадрилью» нападения клуба (Escuadrilla de la muerte): Гиджа, Хоберг, Мигес, Скьяффино, Видаль. Из 18 матчей чемпионата 1949 года «Пеньяроль» выиграл 16 и только два раза сыграл вничью. Хоберг и Мигес были лучшими бомбардирами команды — по 14 голов. Неудивительно, что именно игроки «Пеньяроля» составили основу сборной Уругвая, ставшей в 1950 году чемпионом мира. Несомненно, Хоберг мог бы поехать на Мундиаль (он принял уругвайское гражданство), но в 1949 году его травмировал игрок «Насьоналя» Вальтер Гомес. Нападающий «Пеньяроля» приложил большие усилия, чтобы восстановиться, но не успел этого сделать до начала турнира в Бразилии и только по этой причине не стал чемпионом мира.
В 1954 году Хоберг был полноценным лидером «Селесте» и вывел команду в полуфинал чемпионата мира. Там уругвайцам противостояла великолепная венгерская сборная, матч с которой стал украшением швейцарского первенства — действующий чемпион мира против главных фаворитов текущего чемпионата. Золотая команда лишь в дополнительное время (именно гол Хоберга позволил уругвайцам сравнять счёт) за счёт двух голов Шандора Кочиша сумела сломить великую уругвайскую команду и выйти в финал. Моральных сил же на матч за третье место у Уругвая не осталось. На турнире Хоберг забил 3 гола.
В 1960 году Хоберг провёл последний сезон за «Пеньяроль» и выиграл с ним первый в истории розыгрыш Кубка Либертадорес, став, таким образом, своего рода человеком, связавшим две эпохи в уругвайском футболе — от побед на уровне сборных к победам на уровне клубов. Всего за 12 лет в «Пеньяроле» Хуан забил 277 голов, включая 19 голов в Класико против злейших врагов — «Насьоналя».
По окончании карьеры футболиста более 20 лет успешно работал тренером в Уругвае, Колумбии, Перу (три чемпионских титула с «Университарио» и «Альянсой Лима»), Эквадоре, Греции, Мексике. В 1970 году он вновь занял со сборной Уругвая 4 место на чемпионате мира — на сей раз в качестве главного тренера.
Хуан Хоберг скончался 30 апреля 1996 года в Лиме, в возрасте 69 лет.

## Достижения

### В качестве игрока
- Чемпион Уругвая (7): 1949, 1951, 1953, 1954, 1958, 1959, 1960
- Победитель Кубка Либертадорес: 1960
- Полуфиналист чемпионата мира: 1954
- Лучший бомбардир чемпионата Уругвая (3): 1951, 1952, 1953

### В качестве тренера
- Полуфиналист чемпионата мира: 1970
- Чемпион Перу (3): 1974, 1977, 1978